# Revolta
Revolta – siódmy, studyjny album polskiej grupy muzycznej Sweet Noise, wydany 8 listopada 2003. Gościnnie na płycie wystąpili  tacy muzycy jak: Edyta Górniak, Peja, O.S.T.R. oraz Anna Maria Jopek. Album promowany był singlem „Jeden taki dzień”. Płyta dotarła do 10. miejsca listy OLiS w Polsce.

## Lista utworów
Źródło.
| Nr  | Tytuł utworu                                                                              | Autorzy                | Długość |
| --- | ----------------------------------------------------------------------------------------- | ---------------------- | ------- |
| 1.  | „Preludium”                                                                               | Glaca, Magic           | 2:03    |
| 2.  | „Revolta (z ulicy)” (gościnnie: O.S.T.R.)                                                 | Glaca, O.S.T.R., Magic | 3:45    |
| 3.  | „Jeden taki dzień” (gościnnie: Peja)                                                      | Glaca, Magic, Peja     | 4:37    |
| 4.  | „Nie było” (gościnnie: Edyta Górniak)                                                     | Glaca, Magic           | 4:11    |
| 5.  | „Dzisiaj mnie kochasz, jutro nienawidzisz” (gościnnie: Anna Maria Jopek)                  | Glaca, Magic           | 5:32    |
| 6.  | „N.U.E.R.H.A. Death Rmx” (gościnnie: Adam „Nergal” Darski, Krzysztof „Docent” Raczkowski) | Glaca, Magic, Tod      | 2:50    |
| 7.  | „Jesteś – Kondracki Rmx”                                                                  | Glaca, Magic, Tod      | 3:22    |
| 8.  | „Ostatni dzień (Notorious Vendetta Mix)”                                                  | Glaca, Magic           | 7:48    |
| 9.  | „Manipulacja (Gabi & Olleck Bobrov – 2Cresky Manipulated)”                                | Glaca, Magic           | 4:33    |
| 10. | „Dzisiaj mnie kochasz – Magiera Rmx”                                                      | Glaca, Magic           | 4:25    |
| 11. | „W tobie”                                                                                 | Glaca, Magic           | 4:52    |
| 12. | „Revolta (z ulicy)”                                                                       | Glaca, Magic           | 3:45    |
| 13. | „Nie Było Saint'n Rmx”                                                                    | Glaca, Magic           | 4:11    |
| 14. | „Patch v2.03 Deadbabmbi RMX”                                                              | Glaca, Magic           | 5:02    |
| 15. | „Nie było” (gościnnie: Edyta Górniak (teledysk))                                          | Glaca, Magic           | 4:23    |
|     |                                                                                           |                        | 1:05:19 |

## Twórcy
- Piotr „Glaca” Mohamed – wokal prowadzący, słowa, miksowanie
- Tomasz „Magic” Osiński – gitara elektryczna, miksowanie
- Henry Tod – gitara basowa
- Karol „Toy” Skrzyński – perkusja
- Tomasz „DJ Kostek” Kościelny – gramofony
- Adam „O.S.T.R.” Ostrowski – MC, słowa (utwór 2)
- Ryszard „Peja” Andrzejewski – MC (utwór 3)
- Dariusz „Dj Decks” Działek – scratche (utwór 3)
- Edyta Górniak – wokal (utwór 4, 15)
- Tomasz „Magiera” Janiszewski – produkcja (utwór 5)
- Anna Maria Jopek – wokal wspierający (utwór 5)
- Adam „Nergal” Darski – wokal, gitara elektryczna (utwór 6)
- Krzysztof „Docent” Raczkowski – perkusja (utwór 6)
- Bogdan Kondracki – gitara elektryczna, gitara basowa, keyboard, produkcja (utwór 7)
- Bogdan Pezda – remiks (utwór 8)
- Olleck Bobrov – remiks (utwór 9)
- Sławomir „Gabi” Leniart – remiks (utwór 9)
- Łukasz „L.A.” Laskowski – produkcja (utwór 11)
- Bartek Rogalewicz – gitara elektryczna, głosy (utwór 14)
- Adam Toczko – miksowanie
- Tom Meyer – mastering